# Jane Birkin

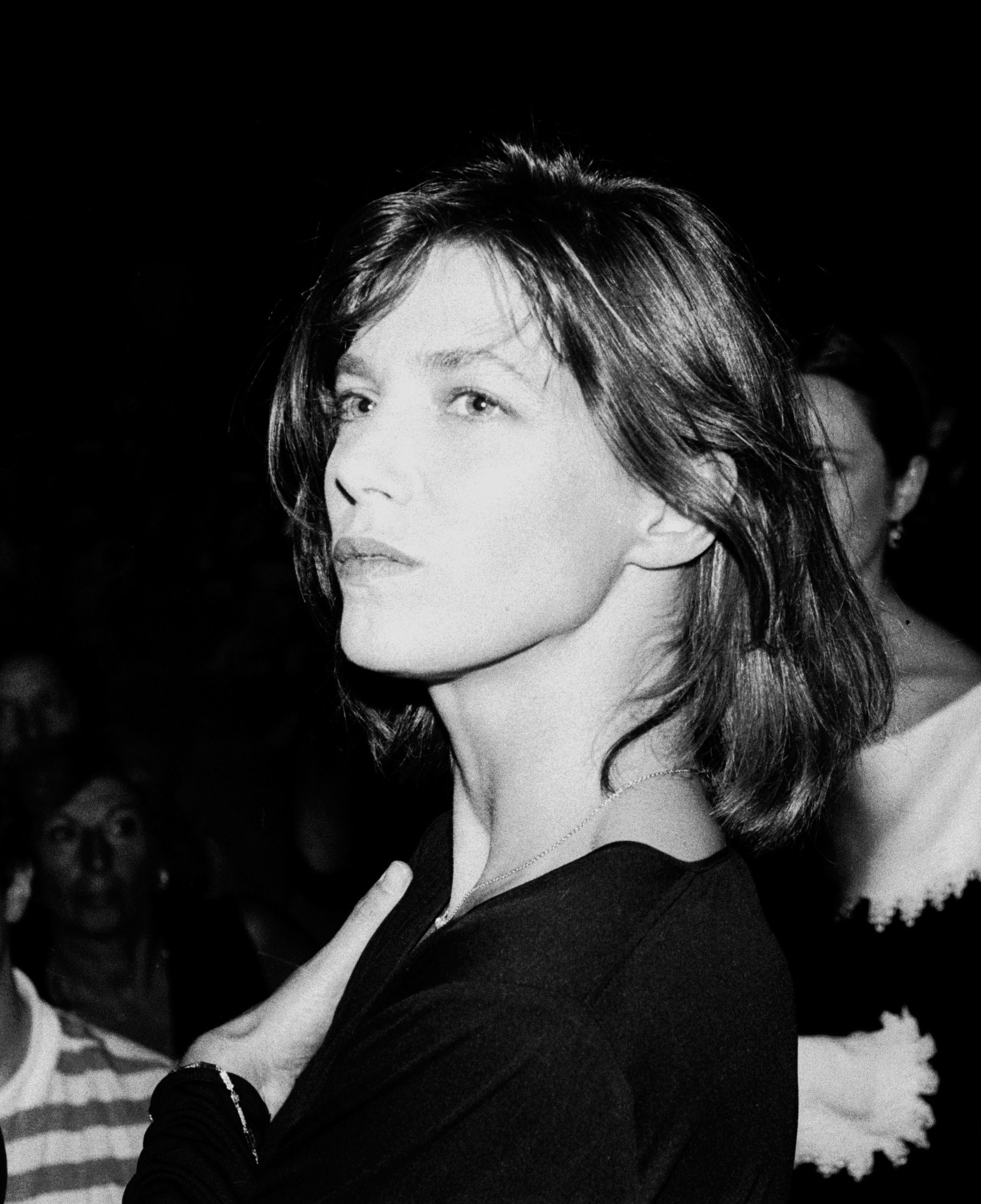
Jane Birkin (1985)

Jane Mallory Birkin OBE (* 14. Dezember 1946 in Marylebone, London; † 16. Juli 2023 in Paris) war eine britisch-französische Schauspielerin und Sängerin. Sie lebte ab Ende der 1960er-Jahre in Frankreich, unter anderem in Paris und der Bretagne (in der Nähe von Saint-Pabu). Birkin wurde in den 1960er-Jahren eine international bekannte Filmschauspielerin und insbesondere im französischen Kino ein Star. Als Sängerin feierte sie 1969 mit dem Lied Je t’aime … moi non plus ihren ersten großen Erfolg, dessen Komponist Serge Gainsbourg wurde ihr Lebensgefährte und es entstand zwischen beiden eine fruchtbare musikalische Zusammenarbeit.

## Leben und Werk

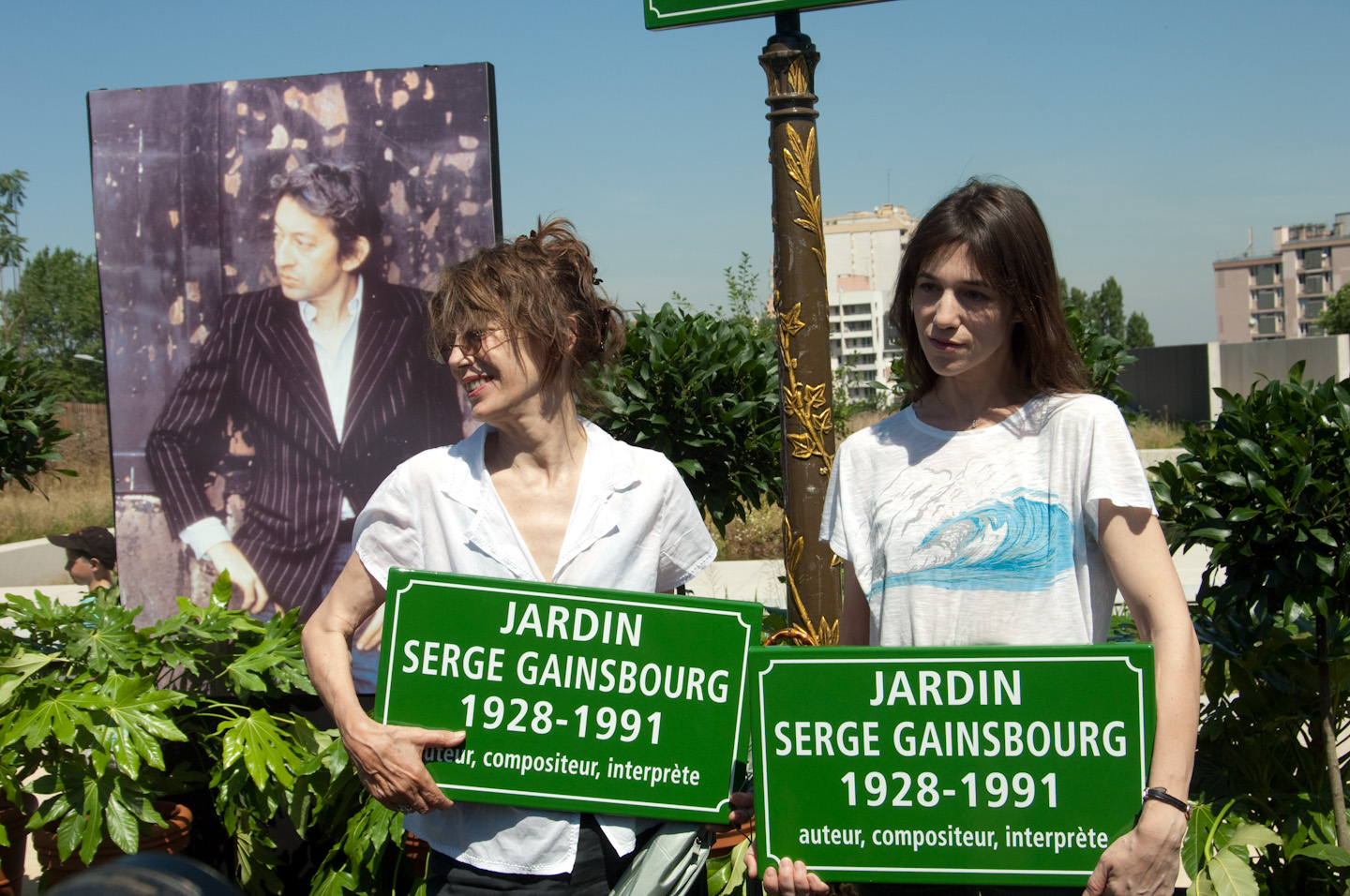
Jane Birkin und Tochter Charlotte Gainsbourg bei der Einweihung des Jardin Serge-Gainsbourg, Paris, 2010

Jane Birkin wurde als zweites von drei Kindern des Lieutenant Commander der Royal Navy David Birkin († 1991) und der Schauspielerin Judy Campbell († 2004) geboren. Zusammen mit ihrer jüngeren Schwester Linda und ihrem älteren Bruder Andrew wuchs sie in Chelsea auf.
Ihren internationalen Durchbruch hatte Jane Birkin in der Rolle eines Fotomodells in Michelangelo Antonionis Film Blow Up, der 1967 bei den Filmfestspielen in Cannes die Goldene Palme erhielt. 1969 spielte sie an der Seite von Romy Schneider und Alain Delon eine Nebenrolle in Der Swimmingpool (La Piscine). Zu Beginn ihrer Karriere pflegte Jane Birkin ein Lolita-Image, das sie mit ihrem Look und ihren Rollen unterstrich.
Jane Birkin lernte 1968 den 18 Jahre älteren französischen Chanson-Sänger Serge Gainsbourg am Filmset zum Musikstreifen Clover kennen. Mit ihm nahm sie 1969 den Song Je t’aime … moi non plus auf, den Gainsbourg verfasst und ursprünglich mit Brigitte Bardot eingesungen, aber auf deren Bitte nicht veröffentlicht hatte. Das Lied stand bei zahlreichen Rundfunksendern auf der Schwarzen Liste, da es als anstößig galt. Die Schallplatte verkaufte sich vermutlich gerade deshalb in wenigen Monaten mehr als eine Million Mal und machte das Paar Birkin-Gainsbourg international bekannt.
Gainsbourg und Birkin produzierten anschließend zwölf Jahre lang teils solo, teils gemeinsam Musik. So wirkte sie an seiner Langspielplatte L’histoire de Melody Nelson (1971) und deren surrealer Verfilmung mit. Birkin spielte zudem in zahlreichen nicht immer anspruchsvollen Kinofilmen.
1980 trennten sich Birkin und Gainsbourg. Mit Rollen in den Filmen ihres neuen Lebenspartners, des Regisseurs Jacques Doillon, gelang es ihr, als Schauspielerin ins Charakterfach zu wechseln. Gainsbourg widmete ihr 1990 sein letztes Album, Amours des feintes. Obgleich sie nach Gainsbourgs Tod im Jahr 1991 vorhatte, ihren Weg als Sängerin nicht fortzusetzen, blieb sie der Musik quasi bis zu ihrem Lebensende verbunden. Ab 1998 veröffentlichte sie weiter eigene Musikaufnahmen, teilweise mit bekannten Künstlern wie dem Geiger Djamel Benyelles, Manu Chao, Brian Molko, Bryan Ferry und Beth Gibbons.

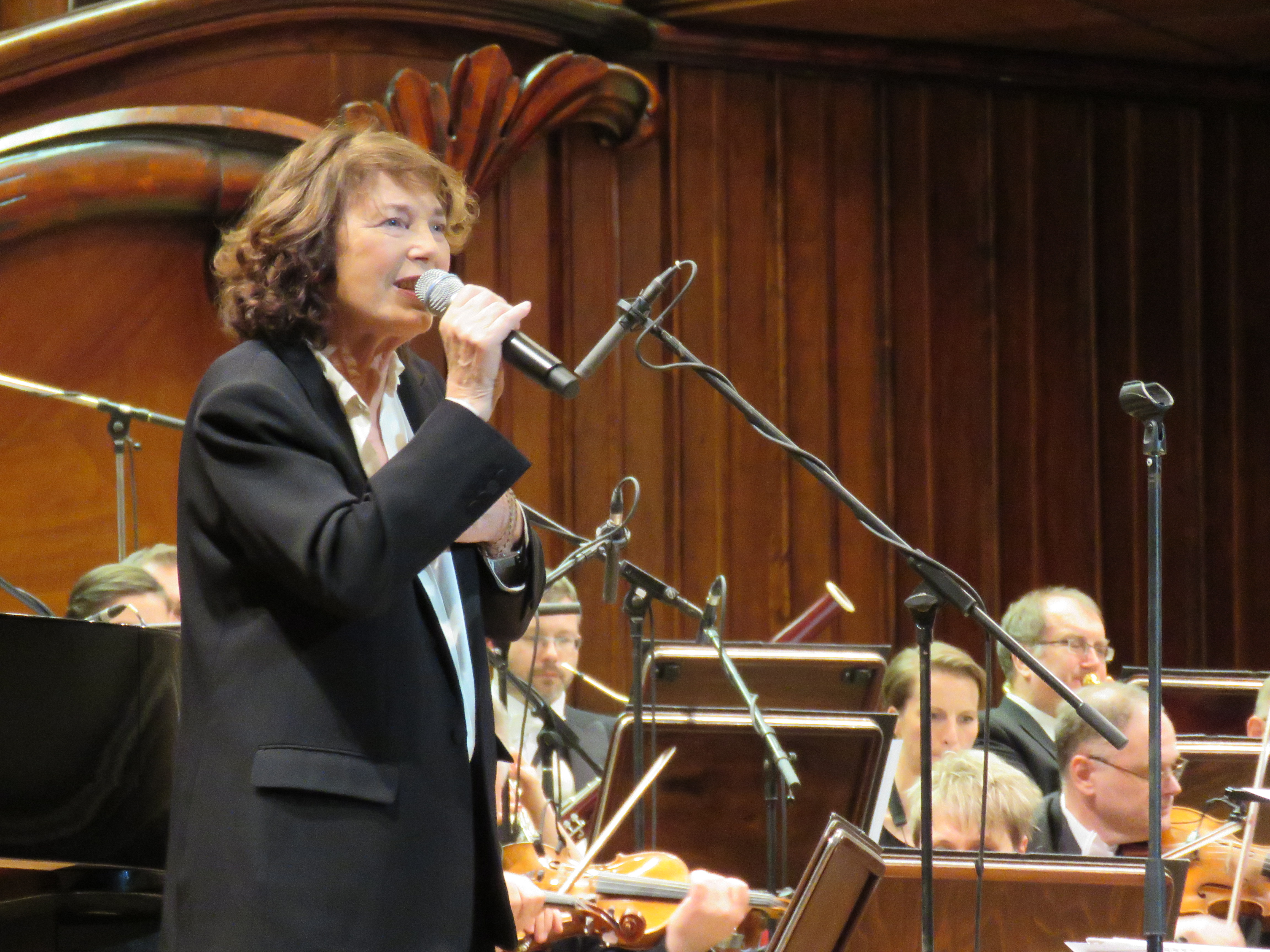
Jane Birkin, Warschau, 2017

Birkin war Ehrengast der Viennale 2005. Ihr zu Ehren wurden während des Festivals einige ihrer Filme aufgeführt, so Je t’aime, La Pirate und Daddy Nostalgie.
Im März 2006 erschien ihr Album Fictions, auf dem sie erneut mit zeitgenössischen Musikern wie Beth Gibbons, Johnny Marr und Rufus Wainwright zusammenarbeitete. Auf dem Album finden sich Coverversionen von Liedern von Tom Waits, Neil Young und Kate Bush.
Auf dem Internationalen Literaturfestival Berlin 2007 trug sie vertonte Gedichte ihres verstorbenen Neffen Anno vor, am Klavier begleitet von Frédéric „Fred“ Maggi.
2017 ging sie mit ihrem neuen Album, Birkin/Gainsbourg le symphonique, auf Tournee. In Deutschland war sie auf den Ruhrfestspielen zu Gast. Sie wurde von einem Symphonieorchester aus rund 80 Musikern unter der Leitung des japanischen Komponisten und Pianisten Nobuyuki Nakajima begleitet.
In ihrer 2018 erschienenen Biografie schrieb Birkin über ihren Kampf gegen ihre im Jahr 2002 diagnostizierte Leukämie. 2021 erlitt sie einen leichten Schlaganfall. 2022 brachte sie ihr letztes Album Oh ! Pardon tu dormais… heraus, auf dem sie zum ersten Mal in mehreren Songs über den Tod ihrer Tochter Kate Barry singt.
Im Mai 2023 musste sie ihre für die Sommersaison geplanten Konzerte aus gesundheitlichen Gründen absagen.
Sie starb am 16. Juli 2023 im Alter von 76 Jahren in ihrem Haus in Paris. Am 24. Juli 2023 fand ihre Trauerfeier im engen Familienkreis auf dem Cimetière Montparnasse statt. Nach ihrer Feuerbestattung wurde ihre Asche im Grab ihrer 2013 verstorbenen Tochter Kate Barry auf dem Cimetière Montparnasse beigesetzt, unweit des Grabes von Serge Gainsbourg.

## Privatleben

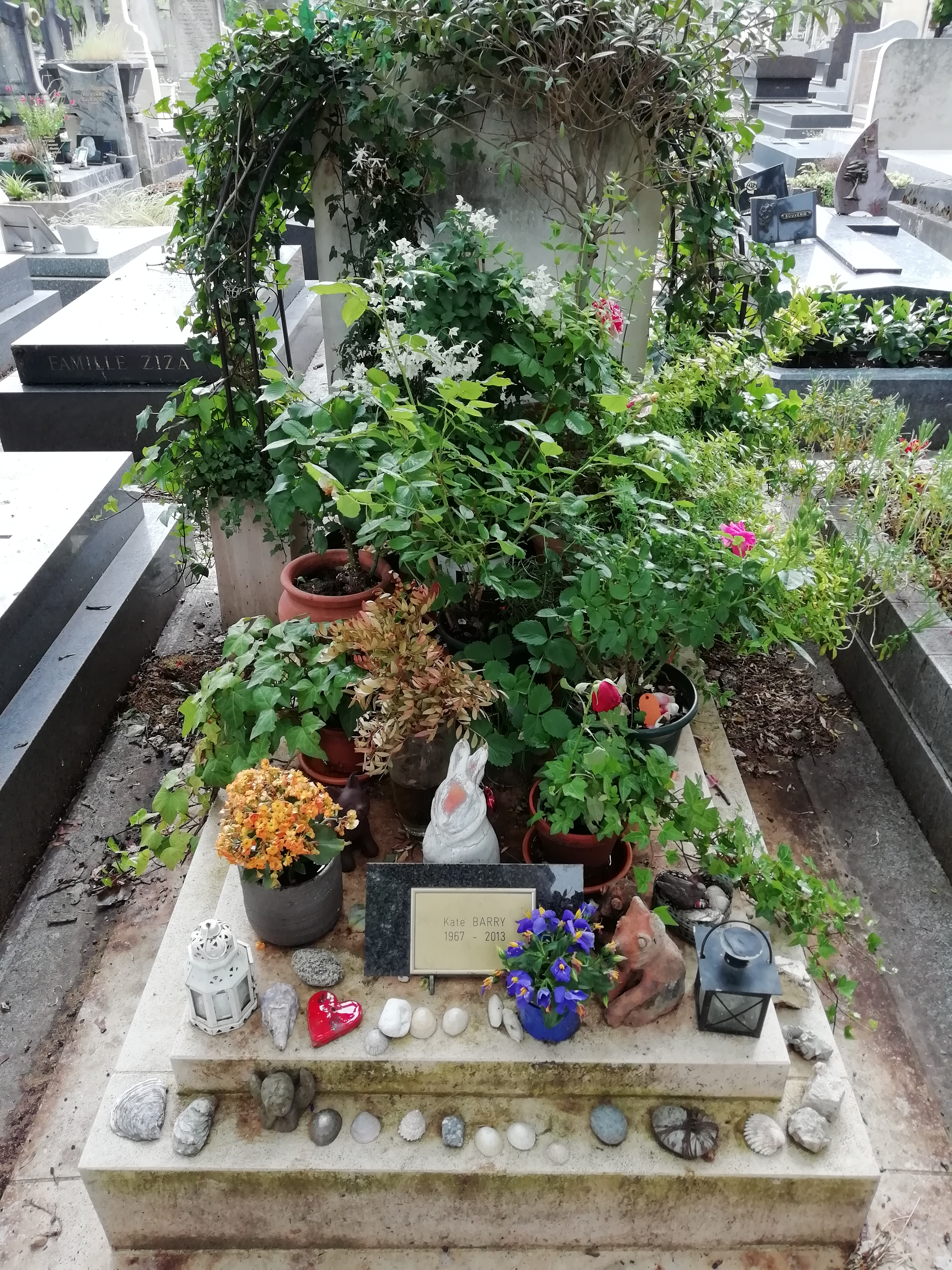
Das Grab von Kate Barry und Jane Birkin

Birkin war von 1965 bis 1968 mit dem Filmkomponisten John Barry verheiratet, von 1969 bis 1980 war sie mit dem Sänger Serge Gainsbourg liiert und danach bis in die 1990er-Jahre mit dem Regisseur Jacques Doillon. Ihre Töchter Kate Barry (1967–2013), Charlotte Gainsbourg (* 1971) und Lou Doillon (* 1982) entstammen diesen Beziehungen.

## Filmografie
- 1965: Der gewisse Kniff (The Knack … and How to Get It)
- 1966: Blow Up (Blowup)
- 1969: Der Swimmingpool (La Piscine)
- 1969: Slogan (Slogan)
- 1969: Wonderwall
- 1969: Katmandu (Les Chemins de Katmandou)
- 1970: Ticky – Eine Nummer zu klein (Trop petit mon ami)
- 1970: Cannabis – Engel der Gewalt (Cannabis)
- 1971: Ein Kerl zum Pferdestehlen (Il romanzo di un ladro di cavallo)
- 1973: Sieben Tote in den Augen der Katze (La morte negli occhi del gatto)
- 1973: Das wilde Schaf (Le mouton enragé)
- 1973: Das Grab der lebenden Puppen (Dark Places)
- 1973: Privat-Vorstellung (Projection privée)
- 1973: Don Juan 73 (Don Juan ou Si Don Juan était une femme)
- 1974: Ernsthaft wie das Vergnügen (Sérieux comme le plaisir)
- 1974: Der lange Blonde mit den roten Haaren (La moutarde me monte au nez)
- 1975: Der Tolpatsch mit dem sechsten Sinn (La course à l’échalote)
- 1975: Quartett Bestial (7 Morts sur Ordonnance)
- 1975: Catherine & Co (Cathérine et Cie.)
- 1976: Je t’aime (Je t’aime moi non plus)
- 1976: Quartett der Leidenschaften (Bruciati di cocente passione)
- 1976: Le Diable au coeur
- 1977: Ein irrer Typ (L’Animal)
- 1978: Tod auf dem Nil (Death on the Nile)
- 1981: Egon Schiele – Exzesse (Egon Schiele, enfer et passion)
- 1981: Ein kleines Luder (La fille prodigue)
- 1982: Das Böse unter der Sonne (Evil Under the Sun)
- 1982: Die Spürnase (Nestor Burma, detéctive du choc)
- 1983: Mein Freund, der Frauenheld (L’Ami de Vincent)
- 1983: Leibwächter (Le Garde du corps)
- 1984: Theater der Liebe (L’Amour par terre)
- 1984: Die Piratin (La Pirate)
- 1985: Dust
- 1986: Beethoven
- 1986: Die Frau meines Lebens (La femme de ma vie)
- 1987: Comédie
- 1987: Schütze deine Rechte (Soigne ta droite)
- 1987: Jane B. par Agnès V.
- 1987: Die Zeit mit Julien (Kung-fu master!)
- 1989: Daddy Nostalgie
- 1991: Die schöne Querulantin (La Belle Noiseuse)
- 1995: Noir comme le souvenir
- 1997: Das Leben ist ein Chanson (On connaît la chanson)
- 1998: Die Zeit der Jugend (A Soldier’s Daughter Never Dies)
- 1999: The Last September
- 2007: Boxes (auch Buch und Regie)
- 2009: 36 Ansichten des Pic Saint-Loup (36 vues du Pic Saint Loup)
- 2010: Thelma, Louise et Chantal
- 2011: Si tu meurs, je te tue
- 2012: Twice Born – Was vom Leben übrig bleibt (Venuto al mondo)
- 2013: Wildes Treiben am Quai d’Orsay (Quai d’Orsay)
- 2013: Bleu catacombes
- 2013: Haewon und die Männer (Nugu-ui Ttal-do Anin Haewon)
- 2016: Die Frau und der Schnellzug (La femme et le TGV) (Kurzfilm)

## Diskografie

### Alben
| Jahr | Titel                               | Höchstplatzierung, Gesamtwochen, AuszeichnungChartplatzierungen (Jahr, Titel, Platzierungen, Wochen, Auszeichnungen, Anmerkungen) | Höchstplatzierung, Gesamtwochen, AuszeichnungChartplatzierungen (Jahr, Titel, Platzierungen, Wochen, Auszeichnungen, Anmerkungen) | Höchstplatzierung, Gesamtwochen, AuszeichnungChartplatzierungen (Jahr, Titel, Platzierungen, Wochen, Auszeichnungen, Anmerkungen) | Anmerkungen                                      |
| Jahr | Titel                               | FR | BEW | CH | Anmerkungen                                      |
| ---- | ----------------------------------- | --- | --- | --- | ------------------------------------------------ |
| 1996 | Versions Jane                       | FR36 Gold · (2 Wo.)FR | BEW12 (15 Wo.)BEW | — |                                                  |
| 1996 | Concert intégral à l’Olympia        | FR33 (2 Wo.)FR | — | — |                                                  |
| 1998 | À la legère                         | FR11 (7 Wo.)FR | — | — |                                                  |
| 2002 | Arabesque                           | FR41 Gold · (29 Wo.)FR | BEW27 (17 Wo.)BEW | — | Erstveröffentlichung: 28. Oktober 2002 Livealbum |
| 2004 | Rendez-vous                         | FR5 Gold · (37 Wo.)FR | BEW2 (30 Wo.)BEW | CH29 (10 Wo.)CH | Erstveröffentlichung: 29. März 2004              |
| 2006 | Fictions                            | FR25 (8 Wo.)FR | BEW25 (6 Wo.)BEW | CH70 (3 Wo.)CH | Erstveröffentlichung: 27. März 2006              |
| 2008 | Enfants d’hiver                     | FR65 (7 Wo.)FR | BEW70 (3 Wo.)BEW | — |                                                  |
| 2009 | Au Palace                           | FR144 (1 Wo.)FR | — | — | Erstveröffentlichung: 28. September 2009         |
| 2017 | Birkin / Gainsbourg: Le symphonique | FR11 Gold · (17 Wo.)FR | BEW12 (38 Wo.)BEW | CH42 (3 Wo.)CH | Erstveröffentlichung: 24. März 2017              |
| 2020 | Oh! Pardon tu dormais …             | FR17 (18 Wo.)FR | BEW23 (13 Wo.)BEW | CH33 (5 Wo.)CH | Erstveröffentlichung: 11. Dezember 2020          |
| 2023 | The Very Best Of                    | FR60 (1 Wo.)FR | — | — | Erstveröffentlichung: 14. Juli 2023              |
| 2023 | Oh! Pardon tu dormais... le live    | FR144 (1 Wo.)FR | BEW129 (1 Wo.)BEW | — | Erstveröffentlichung: 17. November 2023          |

Weitere Alben
- 1973: Di Doo Dah
- 1975: Lolita Go Home
- 1978: Ex fan des sixties
- 1983: Baby Alone in Babylone (FR: Gold)
- 1986: Quoi (FR: Gold)
- 1987: Lost Song
- 1987: Jane au Bataclan
- 1987: Jane Birkin Vol. 1 (FR: Gold)
- 1987: Master Serie Vol. 1 (FR: Gold)
- 1990: Amours des feintes
- 1992: Intégral au Casino de Paris
- 1998: The Best Of

### Singles
| Jahr | Titel Album                                | Höchstplatzierung, Gesamtwochen, AuszeichnungChartplatzierungen (Jahr, Titel, Album, Platzierungen, Wochen, Auszeichnungen, Anmerkungen) | Höchstplatzierung, Gesamtwochen, AuszeichnungChartplatzierungen (Jahr, Titel, Album, Platzierungen, Wochen, Auszeichnungen, Anmerkungen) | Höchstplatzierung, Gesamtwochen, AuszeichnungChartplatzierungen (Jahr, Titel, Album, Platzierungen, Wochen, Auszeichnungen, Anmerkungen) | Höchstplatzierung, Gesamtwochen, AuszeichnungChartplatzierungen (Jahr, Titel, Album, Platzierungen, Wochen, Auszeichnungen, Anmerkungen) | Höchstplatzierung, Gesamtwochen, AuszeichnungChartplatzierungen (Jahr, Titel, Album, Platzierungen, Wochen, Auszeichnungen, Anmerkungen) | Höchstplatzierung, Gesamtwochen, AuszeichnungChartplatzierungen (Jahr, Titel, Album, Platzierungen, Wochen, Auszeichnungen, Anmerkungen) | Höchstplatzierung, Gesamtwochen, AuszeichnungChartplatzierungen (Jahr, Titel, Album, Platzierungen, Wochen, Auszeichnungen, Anmerkungen) | Anmerkungen                                              |
| Jahr | Titel Album                                | FR | BEW | DE | AT | CH | UK | US | Anmerkungen                                              |
| ---- | ------------------------------------------ | --- | --- | --- | --- | --- | --- | --- | -------------------------------------------------------- |
| 1969 | Je t’aime … moi non plus –                 | — | — | DE3 (28 Wo.)DE | AT1 (24 Wo.)AT | CH1 (17 Wo.)CH | UK2 (20 Wo.)UK | US58 (10 Wo.)US | Erstveröffentlichung: 27. Juni 1969 mit Serge Gainsbourg |
| 1985 | Quoi                                       | FR11 Silber · (19 Wo.)FR | — | — | — | — | — | — |                                                          |
| 1992 | Je suis venue te dire que je m’en vais … – | FR40 (5 Wo.)FR | — | — | — | — | — | — |                                                          |
| 1996 | La gadoue Versions Jane                    | FR16 (12 Wo.)FR | — | — | — | — | — | — |                                                          |
| 2004 | Je m’appelle Jane Rendez-vous              | — | BEW12 (10 Wo.)BEW | — | — | — | — | — | mit Mickey 3D                                            |

grau schraffiert: keine Chartdaten aus diesem Jahr verfügbar

## Auszeichnungen für Musikverkäufe
| Platin-Schallplatte - Japan - 2000: für das Album The Best Of |

Anmerkung: Auszeichnungen in Ländern aus den Charttabellen bzw. Chartboxen sind in ebendiesen zu finden.
| Land/RegionAuszeichnungen für Musikverkäufe (Land/Region, Auszeichnungen, Verkäufe, Quellen) | Silber  | Gold     | Platin  | Verkäufe  | Quellen                     |
| -------------------------------------------------------------------------------------------- | ------- | -------- | ------- | --------- | --------------------------- |
| Frankreich (SNEP)                                                                            | Silber1 | 8× Gold8 | —       | 1.000.000 | snepmusique.com infodisc.fr |
| Japan (RIAJ)                                                                                 | —       | —        | Platin1 | 250.000   | riaj.or.jp                  |
| Insgesamt                                                                                    | Silber1 | 8× Gold8 | Platin1 |           |                             |

## Bücher
- Munkey Diaries. Die privaten Tagebücher. Übersetzt von Barbara Heber-Schärer. Penguin Verlag, München 2019, ISBN 978-3-328-60116-6.

## Auszeichnungen
- 2001: Order of the British Empire
- 2016: Pardo alla carriera (Ehrenleopard für das Lebenswerk), 69. Internationales Filmfestival von Locarno[22]
- 2018: Großer Orden der Aufgehenden Sonne am Band, für ihren Beitrag zum gegenseitigen Verständnis und zur Förderung des kulturellen Austauschs zwischen Japan und Frankreich[23]

## Birkin Bag

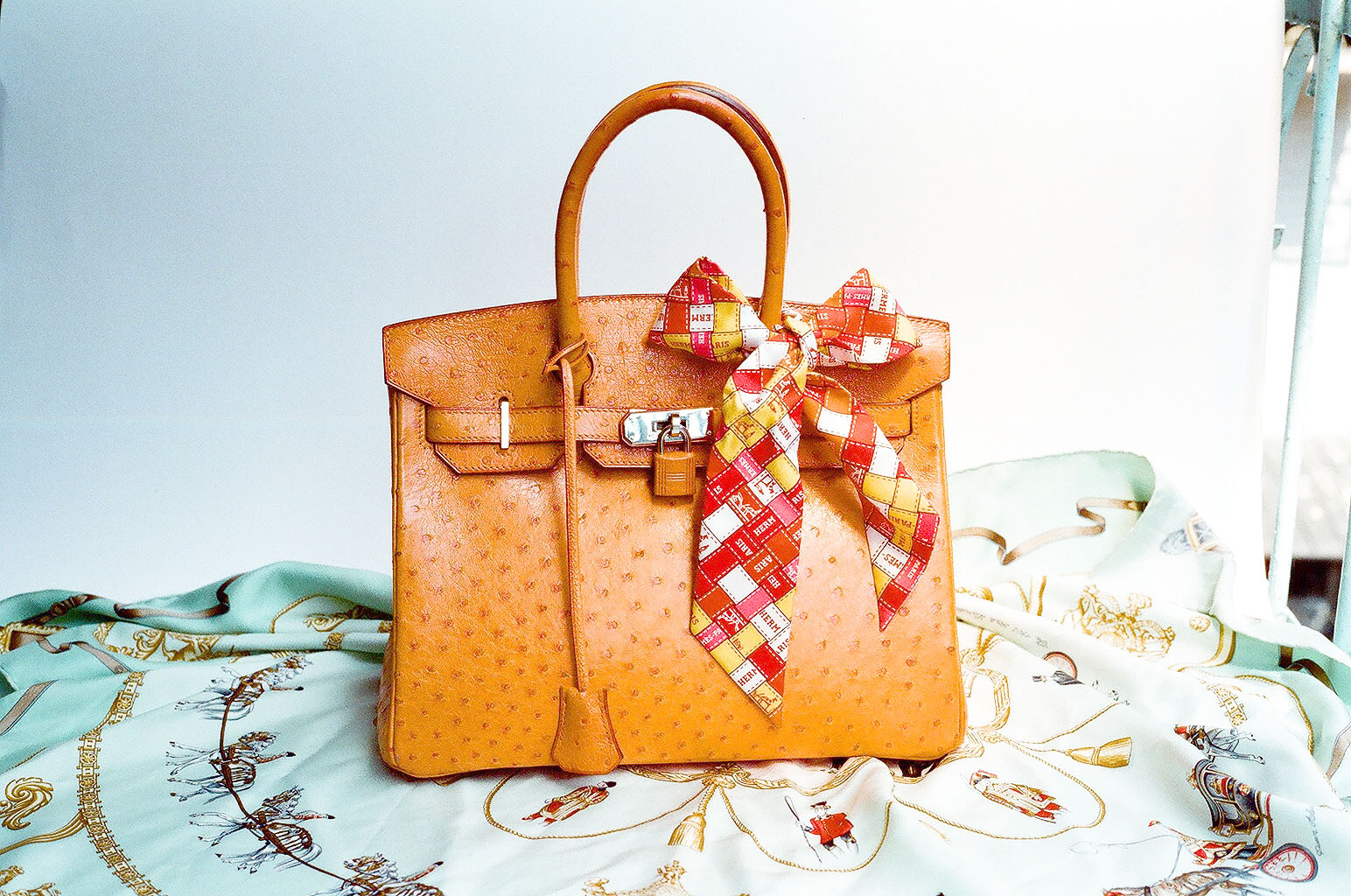
Eine Birkin Bag aus Straußenleder, 2000er-Jahre

Das Pariser Modehaus Hermès benannte 1984 eine für Birkin entworfene Handtasche nach ihr, die Birkin Bag. Sie gilt als Statussymbol und Klassiker des Modedesigns.

## Dokumentationen
- Agnès Varda: Jane B… wie Birkin (Jane B. par Agnès V.), Frankreich 1988
- Gabriella Crawford: Jane Birkin … Mother of All Babes, 2003
- Clelia Cohen: Jane Birkin – Muse, Sexsymbol, Ikone, für arte, 55 Min., Frankreich 2019[26]
- Jane par Charlotte, Regie: Charlotte Gainsbourg, 90 min, Frankreich, 2022[27]